# Fargesia nujiangensis
Fargesia nujiangensis là một loài thực vật có hoa trong họ Hòa thảo. Loài này được Hsueh f. & C.M.Hui mô tả khoa học đầu tiên năm 1998.